# Liste der Baudenkmale in Levenhagen
In der Liste der Baudenkmale in Levenhagen sind alle denkmalgeschützten Bauten der Gemeinde Levenhagen (Mecklenburg-Vorpommern) und ihrer Ortsteile aufgelistet. Grundlage ist die Veröffentlichung der Denkmalliste des Landkreises Ostvorpommern mit dem Stand vom 30. Dezember 1996.

## Baudenkmale nach Ortsteilen

### Levenhagen
| ID | Lage    | Bezeichnung       | Beschreibung | Bild              |
| -- | ------- | ----------------- | --- | ----------------- |
|    |         | Gutshaus          | eingeschossiger, achtachsiger, sanierter Backsteinbau mit zweigeschossigem Zwerchgiebel | Gutshaus          |
|    | (Karte) | Kirche            | Spätgotische, Backsteinkirche aus der 2. Hälfte des 14. Jh. mit eingezogenem, rck. Chor mit 5/8-Schluss, 2-jochigem Langhaus (15. Jh.) mit zwei Nebenkapellen und verbretterten Turm; Kreuzrippengewölbe von um 1500 mit Wandmalerei, Altaraufsatz (1646), Renaissance-Kanzel, 12 eckigesTaufbecken (14. Jh.), Glocken von 1668 und 1968. | Kirche            |
|    | (Karte) | Wallfahrtskapelle | Nördlich der Kirche befindet sich eine ehemalige Wallfahrtskapelle. Sie gilt als die kleinste in Nordeuropa über die Reformation hinaus erhaltene freistehende Kapelle aus dem Mittelalter. Der Frontgiebel ist mit reichhaltigen Blenden verziert.                                                                                       | Wallfahrtskapelle |

### Alt Ungnade
| ID | Lage                   | Bezeichnung | Beschreibung | Bild     |
| -- | ---------------------- | ----------- | --- | -------- |
|    | Kurze Straße (Karte)   | Kapelle     | Neugotischer Backsteinbau des Schinkel-Schülers Menzel aus dem Jahr 1851. Im Jahr 2016 sind alle Fensteröffnungen mit Mauersteinen zugesetzt. Das Gebäude wird von der Universität Greifswald als Depot genutzt. | Kapelle  |
|    | Kurze Straße 8 (Karte) | Wohnhaus    | Eingeschossiger, verputzter Bau mit Krüppelwalmdach | Wohnhaus |
|    | Kurze Straße 12        | Büdnerei    | |          |

## Quelle
- Bericht über die Erstellung der Denkmallisten sowie über die Verwaltungspraxis bei der Benachrichtigung der Eigentümer und Gemeinden sowie über die Handhabung von Änderungswünschen (Stand: Juni 1997; PDF, 934 kB)